# Fajã
Pour les articles homonymes, voir Fajã (homonymie).
Fajã (prononcé en portugais : [fɐˈʒɐ̃]) est un terme portugais d'origine obscure utilisé pour décrire les éboulis supratidaux situés au pied des falaises côtières, causés par des glissements de terrain ou des coulées de lave. Bien que ces éboulis soient relativement répandus dans le monde, ce sont des traits distinctifs des Açores et de Madère, ainsi que des Îles Canaries, où le terme équivalent en espagnol canarien est fajana. Le terme désigne aussi une petite parcelle de terrain plat, généralement cultivable et située en bord de mer, formée de matériaux tombés des falaises,.

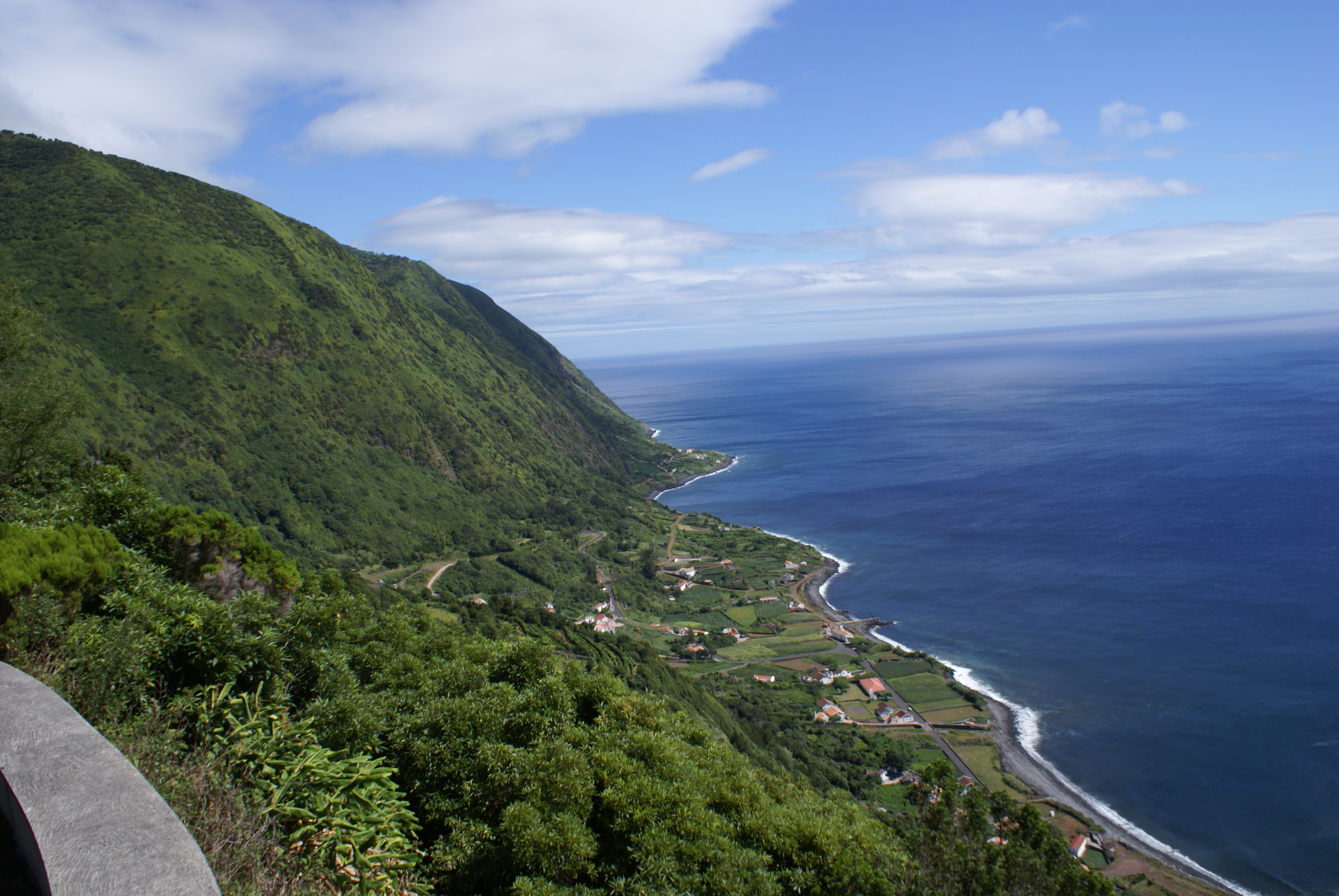
Vue d'une partie des Fajã dos Vimes dans la municipalité de Calheta.

Un autre mot canarien pour désigner les fajanas de lave est isla baja, littéralement « île basse ».

## Géologie

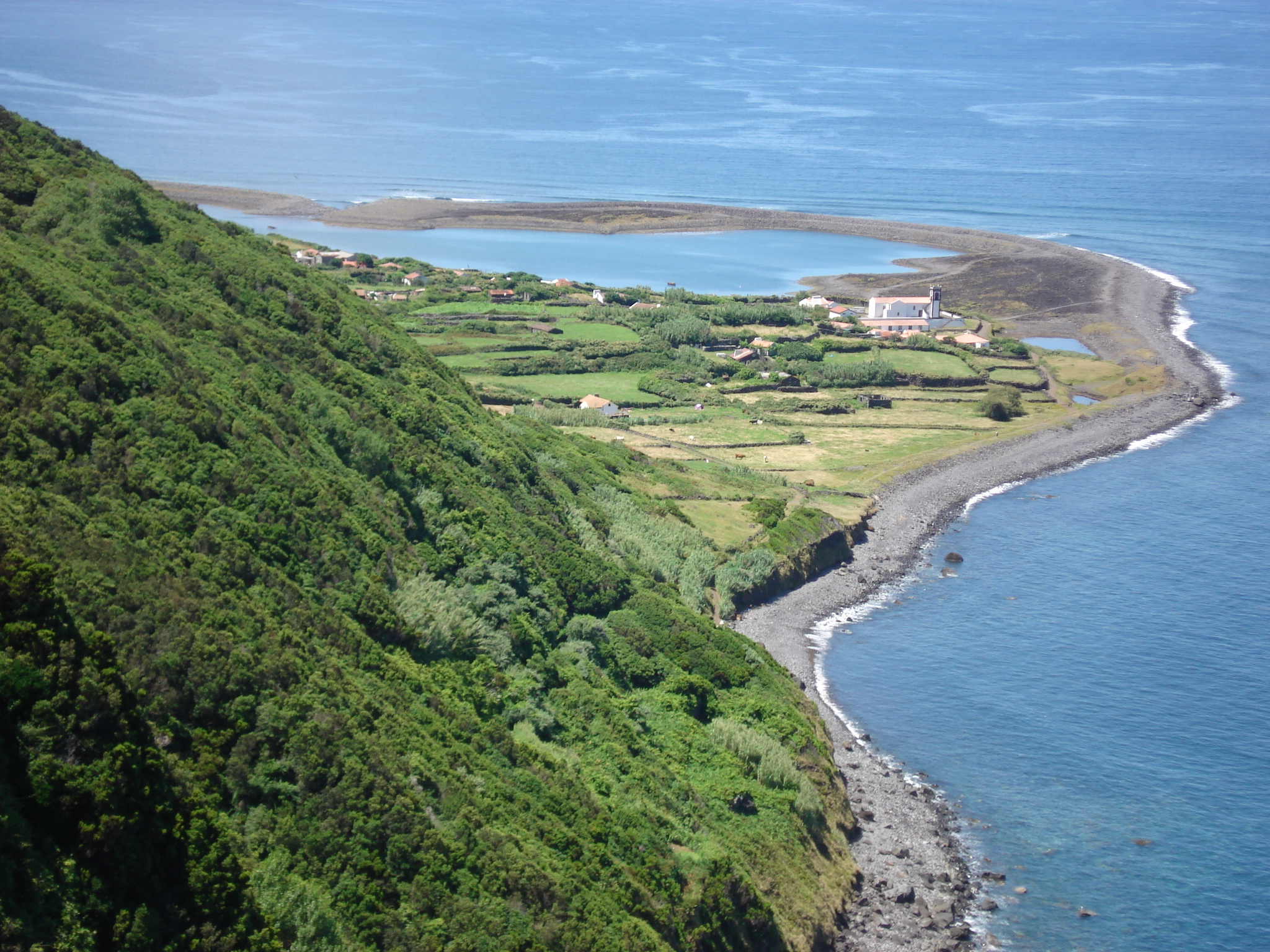
La plate-forme détritique de la fajã da Caldeira de Santo Cristo, avec son emblématique lagon.

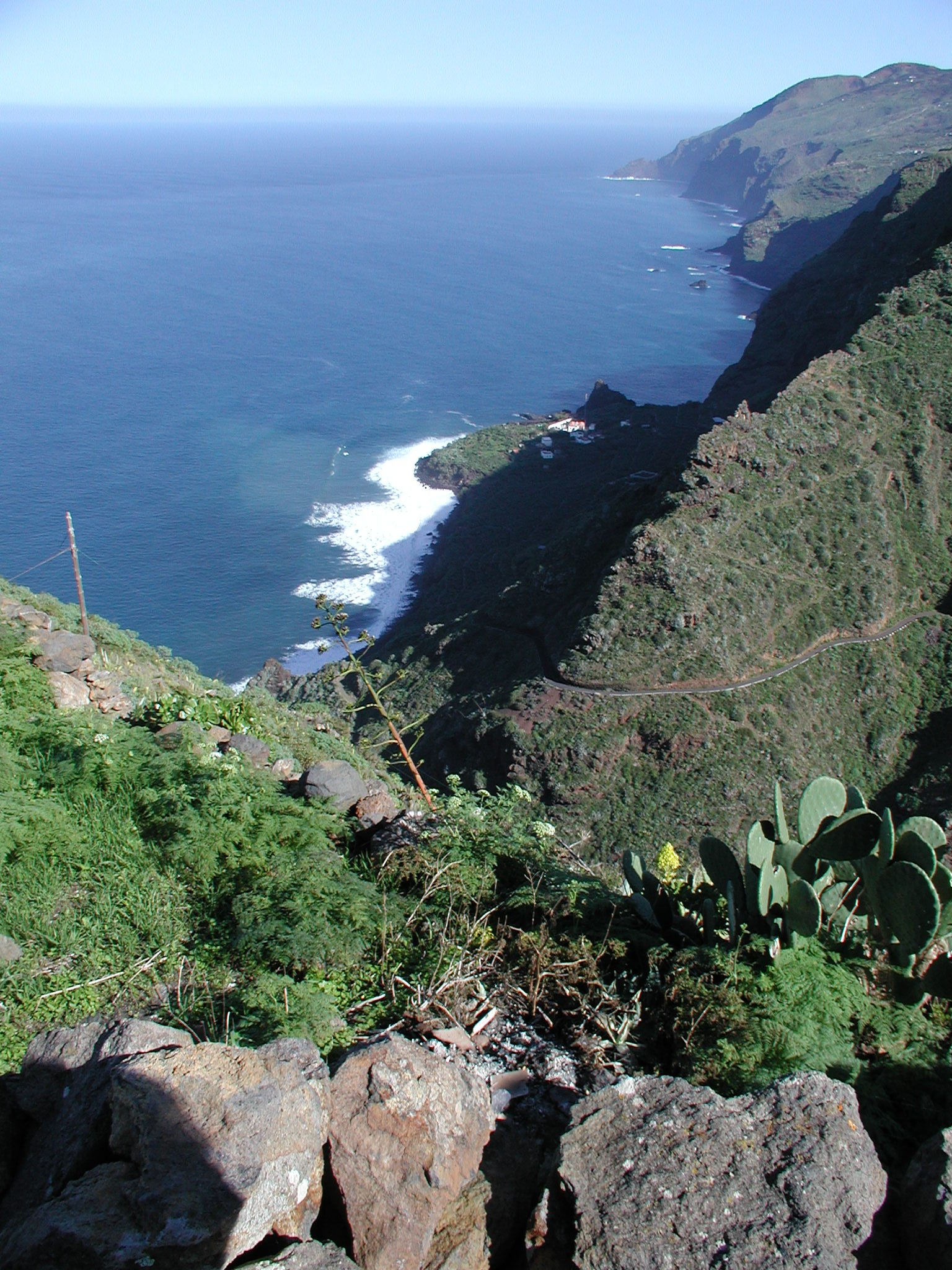
Vue de la Fajana de Franceses, dans l'île de La Palma (Espagne).

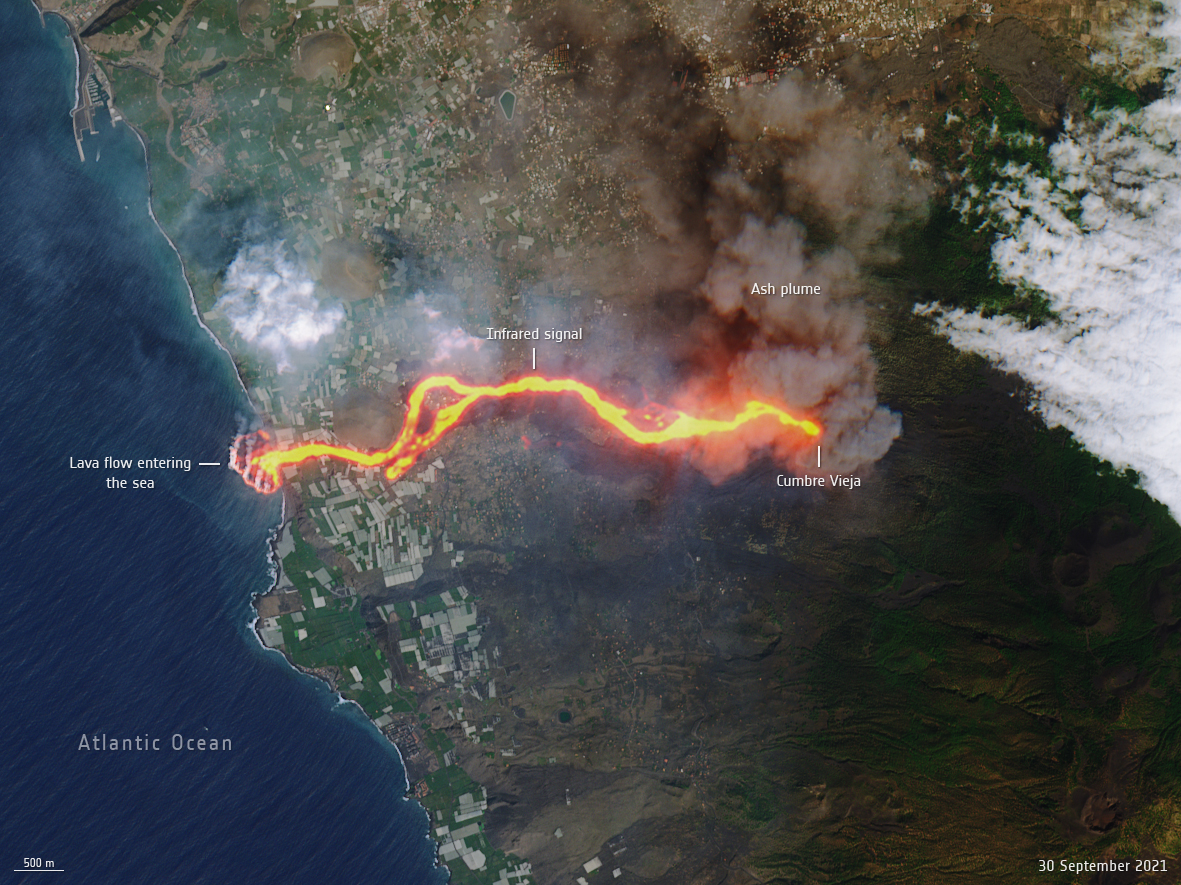
Dans cette vue satellitaire de l'éruption volcanique de 2021 à La Palma, la coulée de lave tombe des falaises à l'ouest dans l'Atlantique et forme un delta de lave comme une fajana.

Les fajãs sont formées à partir de falaises qui s'effondrent ou de coulées de lave et sont identifiables le long de la côte comme des surfaces « plates », par rapport à d'autres formes géologiques. Les marées et les courants de marée n'ont qu'une influence mineure sur la morphologie côtière, et donc la sédimentation et les dépôts y sont devenus permanents.
Composés de sols fertiles, ces microclimats permettent la culture d'une variété d'aliments de base et de plantes exotiques, telles que le caféier.

### Açores
Ces champs de débris existent dans tout l'archipel des Açores mais sont concentrés sur l'île de São Jorge. L'île est volcanique, avec des falaises qui descendent jusqu'à la côte et des fajãs qui s'étendent dans la mer à la suite de l'effondrement de ces falaises. Le long fetch des Açores est un climat de vagues à haute énergie, et les pentes sous-marines abruptes et l'absence de plateaux peu profonds produisent des effets de shoaling (gonflement), réfraction et diffraction des vagues, en particulier pendant les tempêtes . Cela conduit à la fragmentation de la côte en plusieurs cellules dynamiques dont les sédiments le long du littoral sont limités par des frontières imperméables.
Il y a des fajãs des deux côtés de l'île : le long de la côte sud se trouvent les fajãs notables de Velas, Vimes, Bodes, Além, São João, Cardoso et Alabaçal, tandis qu'au nord une succession de fajãs beaucoup plus petites résultent de l'effondrement de terrain entrecoupé de petits ravins 
- les fajãs de Caldeira do Santo Cristo ont une grotte sous-marine et un lagon ouvert ;
- la fajã dos Cubres, avec un écosystème de lagune fermée et un lac cristallin ;
- la fajã do Ouvidor est une fajã dentritique s'étendant dans la mer, utilisée par les pêcheurs.

Bien que bon nombre de ces fajãs aient été abandonnées, les moulins et les fontaines restent des avant-postes emblématiques le long des sentiers de randonnée.
Les fajãs sont fertiles et ont été utilisées historiquement pour cultiver des taros, du maïs et des légumes, mais aussi des caféiers, des vignobles, et des fruits tropicaux. Plusieurs fajãs sont dispersées le long des côtes nord et sud, dont les fajãs de Santo Cristo et de Cubres, avec leurs lagunes d'eau salée caractéristiques. L'une des récoltes les plus remarquables a lieu à la Fajã de Caldeira do Santo Cristo, dont la lagune abrite des coques : cela fait de Santo Cristo une destination populaire pour la gastronomie unique des Açores.